# Milan Rastavac
Milan Rastavac (in serbo Mилaн Раставац?; Vršac, 1º novembre 1973) è un allenatore di calcio ed ex calciatore serbo, di ruolo centrocampista, tecnico dell'OFI Creta.